# Cowie Dome
Cowie Dome är en bergstopp i Antarktis. Den ligger i den centrala delen av kontinenten. Nya Zeeland gör anspråk på området. Toppen på Cowie Dome är 1 885 meter över havet.
Terrängen runt Cowie Dome är huvudsakligen kuperad, men åt sydväst är den platt. Trakten är obefolkad. Det finns inga samhällen i närheten. 